# 湯川秀樹
湯川 秀樹（ゆかわ ひでき、1907年〈明治40年〉1月23日 - 1981年〈昭和56年〉9月8日）は、日本の物理学者（理論物理学）。学位は、理学博士（大阪帝国大学・1938年）。京都大学・大阪大学名誉教授。京都市名誉市民。1943年（昭和18年）文化勲章。位階勲等は従二位勲一等旭日大綬章。
京都府京都市出身。
原子核内部において、陽子や中性子を互いに結合させる強い相互作用の媒介となる中間子の存在を1935年に理論的に予言した。1947年、イギリスの物理学者セシル・パウエルが宇宙線の中からパイ中間子を発見したことにより、湯川の理論の正しさが証明され、これにより1949年（昭和24年）、日本人として初めてノーベル賞を受賞した。

## 生涯

### 生い立ち
1907年（明治40年）1月23日、東京府東京市麻布区市兵衛町（現：東京都港区六本木）に地質学者・小川琢治(旧姓 浅井)と小雪の三男として生まれる。のちに湯川スミに入婿し湯川秀樹と改姓する。
1908年（明治41年）、1歳の時に父・琢治（和歌山県出身）の京都帝国大学教授就任に伴い、一家は京都府京都市に移住する。このため、麻布の家には誕生後1年2ヶ月しか住んでない。
1歳から大学までは京都、大学を出て一時大阪や西宮にいたこともあるが、人生の大半は京都で過ごしたことになる（ただし、ノーベル賞受賞の対象となった中間子論を発表したのは、湯川が大阪帝国大学に勤めていた時であり、当時は西宮の苦楽園で生活していた）。
湯川は自伝に「私の記憶は京都に移った後から始まる。やはり京都が私の故郷ということになるのかもしれない」と記している。
母方の祖父・駒橘は元紀州藩の藩士であり、また湯川家自体が先祖代々和歌山県出身であるため“和歌山出身”と紹介されることもあるが、本人は京都市出身と称している。
和歌山県出身の実業家・松下幸之助の郷里に「松下幸之助君生誕の地」の石碑があり、題字は同郷ということで湯川の筆によって書かれたが、湯川本人は和歌山で暮らした経験はない。
5、6歳の頃、祖父・小川 駒橘より漢籍の素読を習った。駒橘は漢学の素養が豊富で、明治以後は洋学を学び、晩年までずっと『ロンドン・タイムズ』を購読し続けた人物であるという。湯川は自伝に「私はこのころの漢籍の素読を決してむだだったとは思わない。…意味もわからずに入っていった漢籍が大きな収穫をもたらしている。その後大人の書物をよみ出す時に文字に対する抵抗は全くなかった。漢字に慣れていたからであろう。慣れるということは恐ろしいことだ。ただ祖父の声につれて復唱するだけで、知らずしらず漢字に親しみその後の読書を容易にしてくれたのは事実である。」と記している。
京都市立京極小学校卒業後、1919年（大正8年）、京都府立京都第一中学校に入学する。中学時代の湯川はあまり目立たない存在であり、あだ名は「権兵衛」だった。また、物心ついてからほとんど口を利かず、面倒なことは全て「言わん」の一言で済ませていたため「イワンちゃん」とも呼ばれていたが、案外『イワンのばか』から取ったのではないかと自分で考えた時期もあった。この無口さが理由で父の琢治から「何考えているのやらわからん」と疎んじられ、他の兄弟に比べて能力を低く見られ、大学進学は諦めさせて専門学校へでもやろうかと考えられていた時期もあった。京都一中の同期には学者の子供が多く、後に学者になった者も多かったという。同じくノーベル物理学賞を受賞した朝永振一郎は一中で1年上、三高・京大では同期だった。

### ノーベル賞受賞とその前後
1929年（昭和4年）、京都帝国大学理学部物理学科卒業。同大学玉城嘉十郎研究室の副手となる。1932年（昭和7年）、京都帝国大学講師。1933年（昭和8年）、東北帝国大学で日本数学物理学会年会が開催された時に八木秀次と知り合い、当時大阪帝国大学理学部物理学科（は塩見理化学研究所）の初代主任教授に就任した八木に頼んで大阪帝国大学講師を兼担することになる。
教え子の間では、声が小さく講義はかなり難解であったと伝えられている。この頃、大阪胃腸病院（1950年に湯川胃腸病院と改称）の院長：湯川玄洋の次女湯川スミ（本名は澄子）と結婚し、湯川家の婿養子となり、小川姓から湯川姓となる。
大阪帝国大学に移籍後、全く成果が出ない湯川を八木はさらに勉学に努めるよう注意した上で、「本来なら朝永君（朝永振一郎）に来て貰うことにしていたのに、君の兄さんから依頼されたので、やむなく君を採用したのだから、朝永君に負けぬよう、しっかり勉強してくれなければ困る」とまで叱責した。内山龍雄によれば、八木は口の悪いことで有名だったという。
1934年（昭和9年）に中間子理論構想を、翌1935年（昭和10年）に「素粒子の相互作用について」を発表し、中間子（現在のπ中間子）の存在を予言する。未知の新粒子の存在を主張する学説に対し、欧米諸国の科学者の多くは否定的であり、量子論の開拓者であるニールス・ボーアは1937年の訪日の際、「君はそんなに新粒子がつくりたいのかね」と湯川を批判したという。日中戦争の激化に伴い欧米諸国から孤立しつつあった日本の科学者は海外からなかなか評価されなかった。しかし、中間子によく似た重さの新粒子（「ミュー粒子」）が宇宙から地球へと降り注ぐ「宇宙線」のなかから見つかったとカール・デイヴィッド・アンダーソンが発表したことで、湯川の中間子論は世界的に注目されるようになった。
湯川は1939年のソルベー会議に招かれた。会議自体は第二次世界大戦勃発で中止されたものの、渡米してアインシュタインらと親交を持った。こうした業績が評価され、1940年（昭和15年）に学士院恩賜賞を受賞、1943年（昭和18年）には最年少で文化勲章を受章した。太平洋戦争末期の1945年6月には、日本海軍を中心とする原爆開発プロジェクト（F研究）の打ち合わせに招請されたが、開発が本格化する前に日本は敗戦を迎えた。広島市への原子爆弾投下について解説を求める新聞社の依頼を湯川は断ったが、戦後は日本を占領したアメリカ軍から事情を聴かれている。こうした経緯を記した日記が2017年12月、京都大学の湯川記念館史料室により公開されている。
1947年（昭和22年）にセシル・パウエル等が実際にπ中間子を発見したことで1949年（昭和24年）11月3日にノーベル物理学賞を受賞した。これはアジア人としては作家のタゴールや物理学者のチャンドラセカール・ラマンに次ぐ3人目の受賞者だったが、日本人として初めてのノーベル賞受賞だった。ニュースは敗戦・占領下で自信を失っていた日本国民に大きな力を与えた。なお、2000年に湯川のノーベル賞選考関連文書を調査した岡本拓司は、推薦状の大半が外国の推薦者から出されていた点などを挙げ、「ノーベル賞の歴史の中でもまれなほど、研究成果との関係が明瞭であるように思われる」と述べている。
戦後は非局所場理論・素領域理論などを提唱したが、理論的な成果には繋がらなかった。一方、マレー・ゲルマンのクォーク理論については「電荷が1/3とか2/3とか、そんな中途半端なものが存在する訳がない。」と否定的であった。
またその一方で、反核運動にも積極的に携わり、ラッセル＝アインシュタイン宣言にマックス・ボルンらと共に共同宣言者として名前を連ねている。上記のように、戦中には荒勝文策率いる京大グループにおいて、日本の原爆開発に関与したことが確認されている。

### 後期

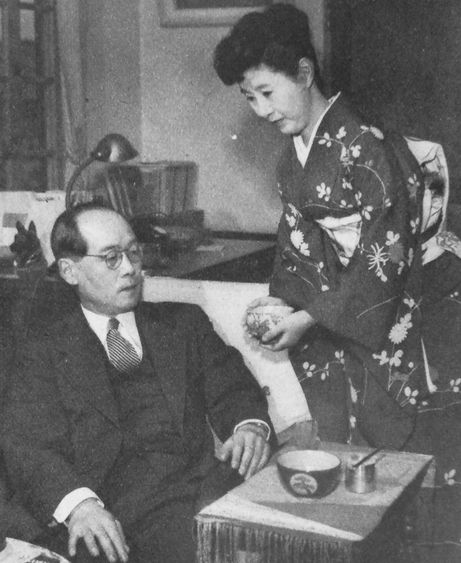
妻・スミと（1954年）

1950年（昭和25年）8月10日、アメリカから帰国。翌11日には、皇居にて昭和天皇、香淳皇后に拝謁。湯川はノーベル賞授賞式の様子や各国の旅行談を話し、天皇からはアメリカにおける中間子に関する研究、サイクロトロンの新しい設備、日米の大学生の違いなどの質問が出された。御紋付銀製煙草入を賜った。その後も、1952年（昭和27年）に夏季休暇で帰国した際にも、夫婦で皇居に招かれて日米両国の物理学の近況について進講を行っている
1956年（昭和31年）原子力委員長の正力松太郎の要請で原子力委員になる。正力の原子炉を外国から購入してでも5年目までには実用的な原子力発電所を建設するという持論に対して、湯川は基礎研究を省略して原発建設に急ぐことは将来に禍根を残すことになると反発、1日で委員を辞めようとしたが、森一久らになだめられ踏み止まった。その後も正力との対立は深まり、結局体調不良を理由に翌1957年には在任1年3か月で辞任した。
1956年（昭和31年）1月、宮中歌会始に召人として臨み「春浅み藪かげの道おほかたは すきとほりつつ消えのこる雪」を詠んだ。1970年（昭和45年）、京都大学を退官し京都大学名誉教授となる。晩年には生物学にも関心を抱き、特に生命現象における情報の役割に関心を抱いた。また、江戸時代後期の思想家三浦梅園への傾倒を深めた。揮毫を頼まれると、しばしば『荘子』の「秋水」の最後の一句から「知魚樂」（魚ノ楽シミヲ知ル）と書した。
1962年（昭和37年）5月7日、京都市天竜寺にて第一回科学者京都会議を主宰。パグウォッシュ精神に立ち核兵器禁止条約締結の必要性をアピール。
1966年にはノーベル平和賞の候補者に推薦されていたことが、ノーベル財団の公表した候補者リストにより判明している。
京都大学退官後の1975年（昭和50年）に前立腺癌を発症し、手術を受ける。手術により癌の進行は抑えたが、その後は自宅で療養を続けながら学術活動を行っていた。米ソ両国の緊張激化を受け、第4回科学者京都会議の発起人の一人となって1981年（昭和56年）6月、15年ぶりに開催を実現する。このときすでに健康状態が悪化しており、会議には車椅子姿で出席して核廃絶を訴えた。3か月後の同年9月、急性肺炎から心不全を併発し、京都市左京区の自宅で死去する。74歳没。墓所は京都市東山区の知恩院にある。邸宅は没後40年を経て2021年9月に京大に寄付された。大学は整備し研究者や来客者向けの施設に活用を公表している。
広島平和公園にある若葉の像の台座には、湯川による短歌「まがつびよ ふたたびここにくるなかれ 平和をいのる人のみぞここは」が刻まれている。

## 学術的業績

### 強い力の理論・中間子

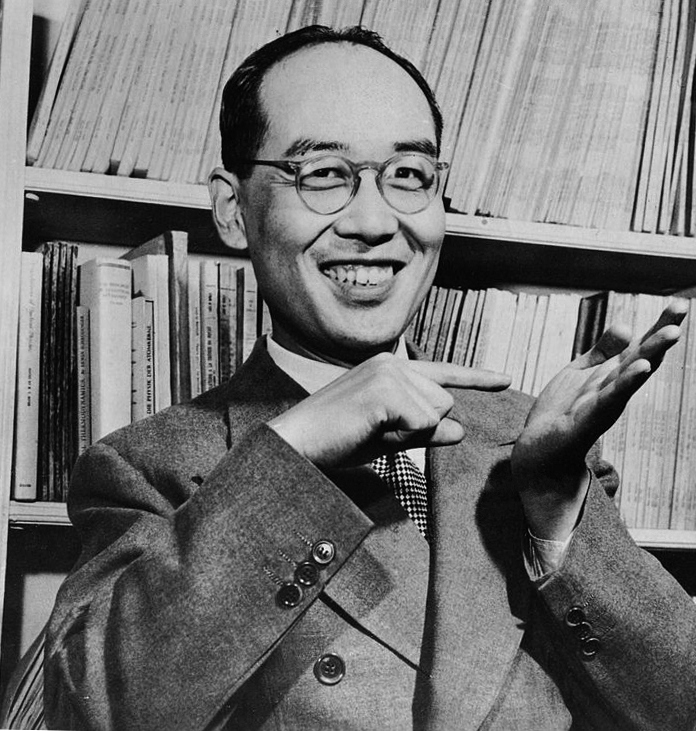
湯川秀樹（1951年）

4つの力（重力、電磁力、強い力、弱い力）（基本相互作用）のうちの強い力をどのように定式化すればよいか、当時問題になり、いろいろな試みがなされたが、成功しなかった。
湯川は、電子の200倍の質量を持つ中間子を、力の媒介粒子（ボーズ粒子）と仮定して、核力である強い力を導くことに成功した。さらに、強い力からフェルミの弱い力を導いた。中間子論は、弱い力、強い力、両方を含む理論として、当時は最も基本的な場の理論であるとみなされた。また、力を粒子が媒介することをも明瞭に示し、場を生み出す粒子という考えを定着させた。
ただし、電子が強い力を伝えるという考えをハイゼンベルクが湯川以前に提示している。しかし、電子は以前から存在が知られ、理論としても失敗だったので、場を担う粒子という考えは、確立されていなかった。ハイゼンベルクやボーアは、観察されていない素粒子で場を説明する湯川に否定的であった。ボーアは湯川に、ハイゼンベルクは朝永にこのことを告げている。
以上の理由で、湯川の、強い力を生み出す中間子論は素粒子論の扉を開いたと、当時評価された。湯川は、強い力の中間子論でノーベル賞をもらったが、これに驚き、自身のこれ以後の仕事を、場の量子論で自ら見出した問題の解決に力を注いだ。しかし、この研究は成功しなかった。

### 因果律の破れの提起

#### 超多時間論と非局所場－湯川の丸
ミンコフスキー空間上での閉曲面での確率振幅を定義すると、因果律が破れると言う問題を湯川は提起し、この問題に生涯をかけた（この問題を湯川の丸○と言う。湯川がこの問題を提起後、ディラックも同じ問題を提起している）。
朝永の寄与はあったが、この問題はいまだに解決されていないと超対称性を世界で最初に提起した宮沢弘成は主張している。物理学は湯川の基本問題を回避して、現象論に走ったと。
湯川以前は一定時間で確率振幅は定義されていた。

## 師匠・弟子・同僚および関係者
ここでは国内での著名な人物を挙げる。

京都大学基礎物理学研究所（湯川記念館）前にある湯川の胸像

- 岡潔：多変数複素関数論の建設者で、圏論の基になる概念を示す。湯川や朝永は授業を聞き、非常に刺激的だったと述べる。難問は条件を付けず、一気に解かねば解けないと主張。

素粒子物理学
- 朝永振一郎：同期。互いに刺激を受け、研究面でも密接な関係があり、ライバル。業績は、超多時間論、繰り込みなど多岐にわたる。強い力（中間子）の現象論的な式を湯川に述べる。
- 小林稔：湯川秀樹博士の中間子論建設に協力する。湯川記念館、基礎物理学研究所の設立、英文論文誌 Progress of Theoretical Physics 創刊に尽力。
- 坂田昌一：2中間子論、無限発散を防ぐC中間子、坂田モデル（クォークの原型）、2ニュートリノを提唱。
- 谷川安孝：2中間子論の原案を提唱。
- 武谷三男：3段階論で、方法論を活発に論じる。南部陽一郎が武谷方法論に影響され、データからモデルを創るという方法を取るようになるなど、多くの影響を与えた。
- 内山龍雄：ゲージ理論の先駆者の一人。

湯川の因果律の破れの重要性を主張する学者
- 宮沢弘成：超対称性を世界で最初に提起した。今の物理は湯川の因果律の破れの問題を放棄し、現象論に走ったと主張。

生物物理・宇宙物理
- 寺本英：生物物理、数理生物学の開拓者。
- 林忠四郎：宇宙物理学者、林フェーズの発見。

孫弟子には、現在活躍する数多くの理論物理・物性物理・宇宙物理・天文・数理生物学者が含まれている。

## 家族・親族
- 父方祖父：浅井篤（田辺藩儒学者）
- 母方祖父：小川駒橘（官吏、実業家）
- 父：小川琢治（地質学者・京大名誉教授）
- 母：小雪（和歌山県、小川駒橘の娘）
- 姉：香代子、妙子

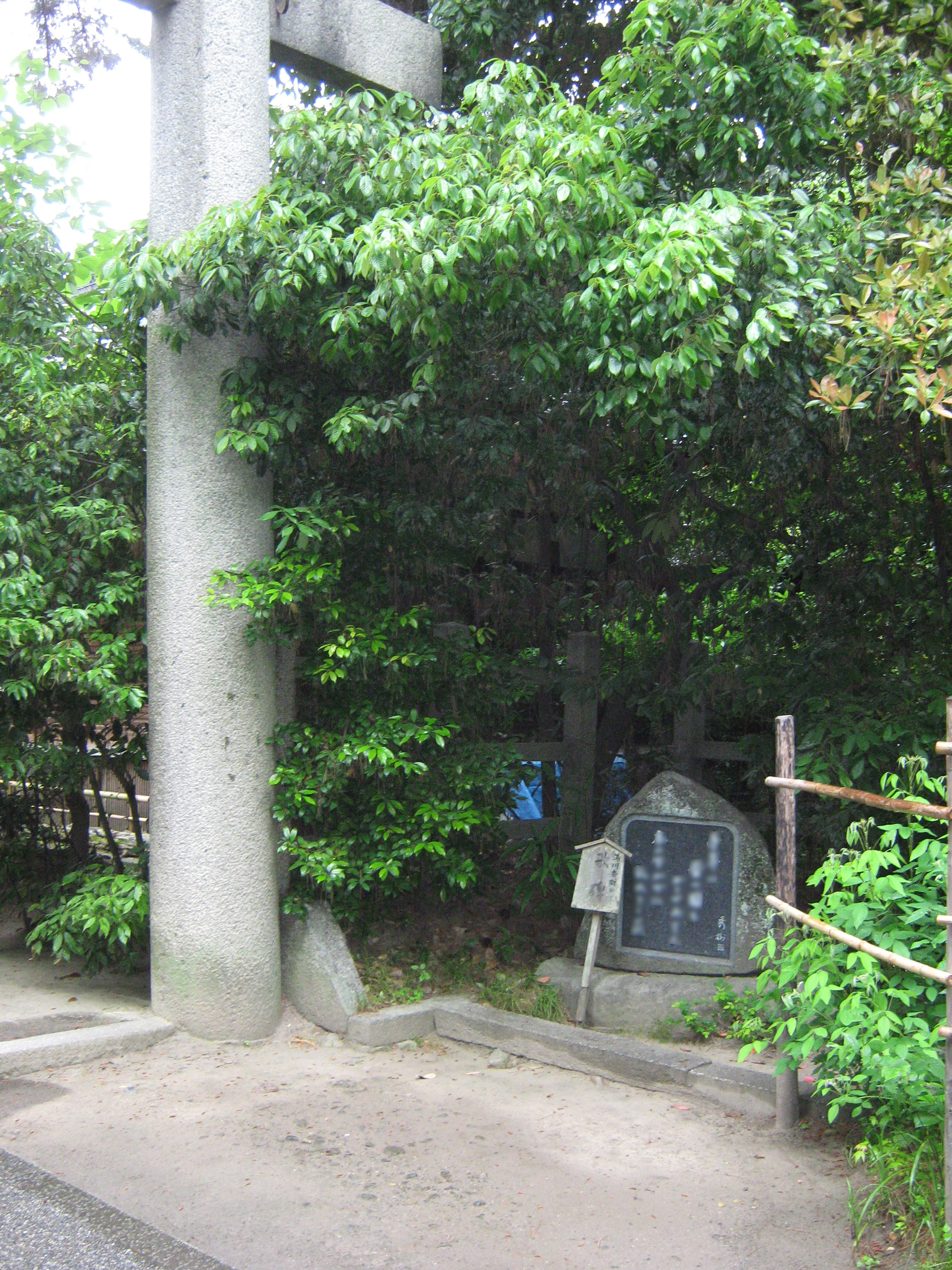
湯川秀樹歌碑（京都市上京区梨木神社内、鳥居の傍らに建っている）

- 兄：芳樹（冶金学者・東大教授）、貝塚茂樹（東洋史学者・京大名誉教授、文化勲章受章）
- 弟：環樹（中国文学者・京大名誉教授）、滋樹（ますき・第二次世界大戦で戦病死）
- 妻：スミ（和歌山県、医師湯川玄洋の次女、本名は澄子）
- 息子：春洋（平凡社勤務を経て、近世演劇研究家、1933年4月8日 - ）[注釈 5]、高秋（講談社に在職中に心臓発作で急逝、1934年9月29日 - 1971年）
- 遠縁：武田國男（実業家）、ダイアナ湯川（ヴァイオリニスト）、柿澤弘治（政治家）、森喜朗（政治家、元内閣総理大臣）、みぶ真也（俳優）

## 年譜
- 1907年 - 地質学者・小川琢治と小雪の三男として東京市麻布区（現：東京都港区）に生まれる。
- 1908年 - 一家で京都に移住。
- 1919年 - 京極尋常小学校（現・京都市立京極小学校）卒業。
- 1923年 - 京都府立京都第一中学校（現・京都府立洛北高等学校）卒業。
- 1926年 - 第三高等学校理科甲類卒業。
- 1929年 - 京都帝国大学理学部物理学科卒業。同大学の玉城嘉十郎研究室の副手となる。
- 1931年 - この頃、京都九條山の関西日佛學館に通いフランス語を学ぶ[22]。
- 1932年 - 湯川スミと結婚。同時に湯川家の婿養子となり、小川姓から湯川姓となる。京都帝国大学講師。
- 1933年 - 大阪帝国大学講師兼担。
- 1934年 - 中間子理論構想を発表。
- 1935年 - 「素粒子の相互作用について」を発表、中間子の存在を予言。
- 1936年 - 大阪帝国大学理学部助教授。
- 1937年 - ソルベー会議に招かれる。
- 1938年 - 理学博士（大阪帝国大学）。論文は「On the interaction of elementary particles（素粒子の相互作用に就て）[23]」[24]
- 1939年 - 京都帝国大学教授。
- 1940年 - 帝国学士院恩賜賞受賞。
- 1942年 - 東京帝国大学理学部教授。
- 1943年 - 最年少で文化勲章受章。
- 1946年 - 帝国学士院会員。
- 1948年 - プリンストン高等研究所客員教授。
- 1949年 - 同年7月コロンビア大学客員教授就任、同年10月ノーベル物理学賞受賞。
- 1950年 - コロンビア大学教授。
- 1953年 - 京都大学基礎物理学研究所初代所長。国際理論物理学会・東京&京都議長。京都市名誉市民。
- 1955年 - 日本ユネスコ国内委員会委員。社団法人日本物理学会会長。
- 1956年 - 原子力委員会委員。
- 1957年 - 3月29日原子力委員辞任。在任期間は一年3ヶ月。
- 1958年 - 原子力委員会参与。
- 1970年 - 京都大学退官、京都大学名誉教授。
- 1981年 - 京都市左京区の自宅で死去。74歳。
- 2005年 - ユネスコが湯川秀樹メダルを作成。

## 学術的表彰
- 1940年 - 帝国学士院恩賜賞
- 1941年 - 野間学術賞
- 1949年 - ノーベル物理学賞
- 1964年 - ロモノーソフ金メダル

## 栄誉
- 1943年 - 文化勲章
- 1953年 - 京都市名誉市民[25]
- 1963年 - ロンドン王立協会外国人会員[26]
- 1967年
  - 西ドイツ プール・ル・メリット勲章
  - ローマ教皇庁 科学アカデミー勲章
- 1977年春 - 勲一等旭日大綬章
- 1981年 - 従二位

### 距離の単位
- 湯川の業績に因み、核力の到達距離の目安となる 1fm = 10−15m を、1 yukawa と呼ぶ案が提案されたが普及には至らなかった。フェムトメートル参照。

## 主な著書

### 単著
物理
- 『β線放射能の理論』岩波書店〈科学文献抄 第7〉、1936年。
- 『量子力学序説』弘文堂書房、1947年。
- 『素粒子論序説』 上巻、岩波書店、1948年。
- 『物理講義』原治編、講談社、1975年。
  - 『物理講義』講談社学術文庫、1977年10月。ISBN 978-4-06-158195-1。
- 江沢洋 編『理論物理学を語る』日本評論社、1997年9月。ISBN 4-535-78252-0。
- 『「湯川秀樹 物理講義」を読む』小沼通二監修、講談社、2007年1月。ISBN 978-4-06-154293-8。
- 『非局所場の理論』井上健訳・解説、毎日新聞社、1952年。

物理思想
- 『最近の物質観』弘文堂〈教養文庫 第18〉、1939年。
  - 『最近の物質観』講談社学術文庫、1977年2月。
- 『存在の理法』岩波書店、1943年。
- 『目に見えないもの』甲文社、1946年。
  - 『目に見えないもの』講談社学術文庫、1976年。ISBN 978-4-06-158094-7。
- 『理論物理学講話』朝日新聞大阪本社、1946年。
- 『自然と理性』秋田屋〈新学芸叢書 第2〉、1947年。
- 『思考と観測』アカデメイア・プレス、1948年。
- 『思考と観測』リスナー社、1949年。
- 『物質観と世界観』弘文堂、1948年。
- 『極微の世界』岩波書店、1950年。

創造論
- 『創造的人間』筑摩書房〈筑摩叢書〉、1966年。
  - 『創造的人間』KADOKAWA〈角川ソフィア文庫〉、2017年2月。ISBN 4-04-400144-8。
- 『創造への飛躍』講談社〈思想との対話 9〉、1968年。
  - 『創造への飛躍 定本』講談社、1969年。
  - 『創造への飛躍』講談社〈講談社文庫〉、1971年。
  - 『創造への飛躍』講談社〈講談社学術文庫 1983〉、2010年2月。ISBN 978-4-06-291983-8。
- 『私の創造論 同定と結合』小学館〈小学館創造選書 41〉、1981年12月。

自伝
- 『物理学に志して』養徳社、1944年。
- 『旅人 ある物理学者の回想』朝日新聞社、1958年。
  - 『旅人 ある物理学者の回想』角川書店〈角川文庫〉、1960年。度々改版
  - 『旅人 ある物理学者の回想』角川学芸出版〈角川ソフィア文庫〉、2011年1月。ISBN 978-4-04-123801-1。
  - 『旅人 ある物理学者の回想』講談社、1966年。
  - 『旅人 ある物理学者の回想』 上・下、埼玉福祉会〈大活字本シリーズ〉、1989年4月。
  - 『湯川秀樹 旅人 ある物理学者の回想』日本図書センター〈人間の記録 33〉、1997年6月。ISBN 4-8205-4274-5。
- 小沼通二 編『湯川秀樹日記 昭和九年：中間子論への道』朝日新聞出版〈朝日選書 836〉、2007年12月。ISBN 978-4-02-259936-0。
- 小沼通二 編『湯川秀樹日記1945　京都で記した戦中戦後』京都新聞出版センター、2020年9月。ISBN 978-4-7638-0734-2。

内的世界
- 『自己発見』毎日新聞社〈現代日本のエッセイ〉、1972年。
  - 『自己発見』講談社文庫、1979年8月。
- 湯川秀樹（述）『天才の世界』市川亀久弥・聞き役、小学館〈100万人の創造選書 6〉、1973年。
  - 『天才の世界』小学館、1982年10月。
  - 『天才の世界』三笠書房〈知的生きかた文庫〉、1985年9月。ISBN 4-8379-0067-4。
  - 湯川秀樹（述）『天才の世界』市川亀久彌・聞き役、光文社〈光文社知恵の森文庫〉、2008年12月。ISBN 978-4-334-78520-8。
- 湯川秀樹（述）『天才の世界 続』市川亀久弥・聞き役、小学館〈100万人の創造選書 13〉、1975年。
  - 『天才の世界 続』三笠書房〈知的生きかた文庫〉、1985年12月。ISBN 4-8379-0081-X。
- 湯川秀樹（述）『天才の世界 続々』市川亀久弥・聞き役、小学館〈小学館創造選書 28〉、1979年8月。
  - 『天才の世界 続々』三笠書房〈知的生きかた文庫〉、1986年6月。ISBN 4-8379-0111-5。
- 『科学者のこころ』朝日新聞社〈朝日選書 89〉、1977年6月。
  - 『科学者のこころ』（オンデマンド版）朝日新聞社〈朝日選書 89〉、2003年6月。ISBN 4-925219-52-9。
- 『外的世界と内的世界』岩波書店、1976年12月。ISBN 4-00-000284-8。

エッセイ
- 『原子と人間』甲文社、1948年。
- 『科学と人間性』国立書院、1948年。
- 『しばしの幸』読売新聞社〈読売新書〉、1954年。
- 『現代科学と人間』岩波書店、1961年。
- 『本の中の世界』岩波書店〈岩波新書〉、1963年。ISBN 4-00-415090-6。
  - 『本の中の世界』みすず書房〈大人の本棚〉、2005年9月。ISBN 4-622-08061-3。
- 『心ゆたかに 随想集』筑摩書房、1969年。
  - 『心ゆたかに』筑摩書房〈筑摩叢書〉、1976年。
- 『学問と人生』富山県教育委員会〈精神開発叢書 13〉、1971年。
- 『宇宙と人間 七つのなぞ』前田常作画、筑摩書房〈ちくま少年図書館 23 科学の本〉、1974年。
  - 『宇宙と人間七つのなぞ』河出書房新社〈河出文庫〉、2014年。
- 『この地球に生れあわせて』講談社〈講談社文庫〉、1975年。
- 『科学を生きる 湯川秀樹エッセイ集』池内了編、河出書房新社〈河出文庫〉、2015年。
- 『湯川秀樹歌文集』講談社文芸文庫（細川光洋選、文芸随筆+歌集「深山木」を収録）、2016年10月。
- 『湯川秀樹 詩と科学』平凡社〈STANDARD BOOKS〉、2017年2月。ISBN 4-582-53159-8。
- 『科学者の創造性－雑誌『自然』より』中公文庫（オリジナル版の随筆と講演集）、2021年10月。

### 選集・著作集
- 『湯川秀樹選集 第1巻』甲鳥書林、1955年。
- 『湯川秀樹選集 第2巻』甲鳥書林、1955年。
- 『湯川秀樹選集 第3巻』甲鳥書林、1955年。
- 『湯川秀樹選集 第4巻』甲鳥書林、1955年。
- 『湯川秀樹選集 第5巻』甲鳥書林、1956年。
- 『湯川秀樹自選集1』朝日新聞社、1971年。
- 『湯川秀樹自選集2』朝日新聞社、1971年。
- 『湯川秀樹自選集3』朝日新聞社、1971年。
- 『湯川秀樹自選集4』朝日新聞社、1971年。
- 『湯川秀樹自選集5』朝日新聞社、1971年。
- 佐藤文隆 編『湯川秀樹著作集 1 学問について』岩波書店、1989年5月。ISBN 4-00-091421-9。
- 位田正邦 編『湯川秀樹著作集 2 素粒子の探究』岩波書店、1989年6月。ISBN 4-00-091422-7。
- 田中正 編『湯川秀樹著作集 3 物質と時空』岩波書店、1989年8月。ISBN 4-00-091423-5。
- 牧二郎 編『湯川秀樹著作集 4 科学文明と創造性』岩波書店、1989年9月。ISBN 4-00-091424-3。
- 豊田利幸 編『湯川秀樹著作集 5 平和への希求』岩波書店、1989年7月。ISBN 4-00-091425-1。
- 小川環樹 編『湯川秀樹著作集 6 読書と思索』岩波書店、1989年4月。ISBN 4-00-091426-X。
- 加藤周一 編『湯川秀樹著作集 7 回想・和歌』岩波書店、1989年10月。ISBN 4-00-091427-8。
- 位田正邦 編『湯川秀樹著作集 8 学術篇I』岩波書店、1989年11月。ISBN 4-00-091428-6。
- 田中正 編『湯川秀樹著作集 9 学術篇II』岩波書店、1989年12月。ISBN 4-00-091429-4。
- 谷川安孝、河辺六男 編『湯川秀樹著作集 10 欧文学術論文』岩波書店、1990年2月。ISBN 4-00-091430-8。
- 渡辺慧 編『湯川秀樹著作集 別巻 対談・年譜』岩波書店、1990年1月。ISBN 4-00-091431-6。

### 共著・編著・共編著
- 菊池正士、共著『原子核及び元素の人工転換』 上・下巻、岩波書店、1938-1940。
- 『対話 人間の進歩について』小林秀雄、新潮社（のち小林秀雄全集に収録）、1948年。
- 『科学と文学 対談』潁原退蔵、白井書房〈人間美学叢書〉、1949年。
- 小林稔共 編『原子核論』共立出版〈近代物理学全書 第9巻 / 湯川秀樹等編〉、1949年。
- 井上健、など『物理学の方向』三一書房、1949年。
- 『続 理論物理学講話』鈴木坦共著、朝日新聞社、1949年。
- 『素粒子論』小林稔共編、共立出版〈近代物理学全書〉、1951年。
- 『真理の場に立ちて』坂田昌一・武谷三男共著、毎日新聞社、1951年。
  - 『素粒子の探求 真理の場に立ちて』勁草書房〈科学論・技術論双書 6〉、1965年。
- 『宇宙線及び中間子論』小林稔・井上健共編、共立出版〈近代物理学全書〉、1955年。
- 『物理学通論』 上巻、田村松平共著、大明堂、1955年。
- 『京都 わが幼き日の…』井島勉・川端弥之助共著、中外書房、1960年。
- 『素粒子』片山泰久・福留秀雄共著、岩波書店〈岩波新書〉、1961年。
- 『物理学通論』 中巻、田村松平共著、大明堂、1961年。
- 『物理学通論』 下巻、田村松平共著、大明堂、1962年。
- 朝永振一郎、坂田昌一共 編『平和時代を創造するために 科学者は訴える』岩波書店〈岩波新書〉、1963年。復刊1981年
- 『物理の世界』片山泰久・山田英二共著、講談社〈講談社現代新書〉、1964年。ISBN 978-4-06-115407-0。
- 『人類の生活をかえた人々 新しい世界の伝記 7』湯川秀樹監修、市川禎男など絵、学習研究社、1965年。
- 板倉聖宣など 編『原始と人間』国土社〈科学する心 少年少女科学名著全集 19〉、1965年。
- 梅原猛、桑原武夫・末川博『現代の対話』雄渾社、1966年。
- 『人間にとって科学とはなにか』梅棹忠夫、中央公論社〈中公新書〉、1967年。
  - 『人間にとって科学とはなにか』梅棹忠夫、中央公論新社〈中公クラシックス〉、2012年。
- 『生きがいの創造 創造への対話』市川亀久彌、雄渾社、1967年。
- 谷川安孝など 編『つきあい 湯川博士還暦記念文集』講談社、1968年。
- 『日本文化の創造 日本人とは何か』上田正昭、雄渾社、1968年。
- 朝永振一郎、坂田昌一共 編『核時代を超える 平和の創造をめざして』岩波書店〈岩波新書〉、1968年。ISBN 4-00-411106-4。復刊1995年6月
- 谷川徹三『対談 宇宙と心の世界』読売新聞社〈読売選書〉、1969年。
- 湯川秀樹 編『学問の世界 対談集』岩波書店、1970年。
- 毎日新聞社 編『現代学問論』坂田昌一・武谷三男共著、勁草書房、1970年。
- 『物理の世界 数理の世界』北川敏男対談、中央公論社〈中公新書 250〉、1971年。ISBN 4-12-100250-4。
- 湯川秀樹 編『半日閑談集』講談社、1971年。
  - 『半日閑談集 湯川秀樹対談集Ⅰ』講談社文庫、1980年12月。
- 『人間の再発見』市川亀久彌・梅原猛鼎談、角川書店〈角川選書〉、1971年。
- 『物理学者群像 対談』朝永振一郎、仁科記念財団、1972年。
- 湯川秀樹責任編集『平和の思想』末川博総編集、雄渾社〈戦争と平和シリーズ 6〉、1973年。
- 湯川秀樹 編『科学と人間のゆくえ 続半日閑談集』講談社、1973年。
  - 『科学と人間のゆくえ 湯川秀樹対談集Ⅱ』講談社文庫、1981年1月。
- シュレーディンガー『シュレーディンガー選集1』湯川秀樹監修、共立出版、1974年。
- シュレーディンガー『シュレーディンガー選集2』湯川秀樹監修、共立出版、1974年。
- 『人間の発見 湯川秀樹対談集』講談社、1976年。
  - 『人間の発見 湯川秀樹対談集Ⅲ』講談社文庫、1981年2月。
- 朝永振一郎、豊田利幸共 編『核軍縮への新しい構想』岩波書店、1977年8月。
- 戸田盛和 著、久保亮五 編『統計物理学』湯川秀樹監修、岩波書店〈岩波講座 現代物理学の基礎 5〉、1978年4月。ISBN 4-00-010085-8。
- 寺田寅彦、中谷宇吉郎・湯川秀樹『田園雑感 他・立春の卵 他・ある航海 他』向学社〈現代教養選書 9・随筆 Ⅱ〉、1984年10月。ISBN 4-7952-6659-X。

### 論文
- Hideki YUKAWA (1937). “On a Possible Interpretation of the Penetrating Component of the Cosmic Ray”. Nippon Sugaku-Buturigakkwai Kizi Dai 3 Ki 19:  712-713. doi:10.11429/ppmsj1919.19.0_712.
- Hideki YUKAWA, Shoichi SAKATA (1937). “On the Interaction of Elementary Particles II”. Nippon Sugaku-Buturigakkwai Kizi Dai 3 Ki 19:  1084-1093. doi:10.11429/ppmsj1919.19.0_1084.
- Hideki YUKAWA (1936). “Elementary Calculations on the Slowing Down of Neutrons by a Thin plate”. Nippon Sugaku-Buturigakkwai Kizi Dai 3 Ki 18:  507-518. doi:10.11429/ppmsj1919.18.0_507.
- Hideki YUKAWA, Shoichi SAKATA (1935). “On the Theory of Internal Pair Production”. Nippon Sugaku-Buturigakkwai Kizi Dai 3 Ki 17:  397-407. doi:10.11429/ppmsj1919.17.0_397.
- Hideki YUKAWA, Yukihiko MIYAGAWA (1936). “Theory of Disintegration of the Nucleus by Neutron Impact”. Nippon Sugaku-Buturigakkwai Kizi Dai 3 Ki 18:  157-166. doi:10.11429/ppmsj1919.18.0_157.
- Hideki YUKAWA, Shoichi SAKATA (1939). “The Mass and the Life Time of the Mesotron”. Nippon Sugaku-Buturigakkwai Kizi Dai 3 Ki 21 (3):  138-140. doi:10.11429/ppmsj1919.21.3_138.
- Hideki YUKAWA, Shoichi SAKATA (1936). “Supplement to “On the Theory of the β-Disintegration and the Allied Phenomenon.””. Nippon Sugaku-Buturigakkwai Kizi Dai 3 Ki 18:  128-130. doi:10.11429/ppmsj1919.18.0_128.
- Hideki YUKAWA, Shoichi SAKATA, Mitsuo TAKETANI (1938). “On the Interaction of Elementary Particles. III”. Nippon Sugaku-Buturigakkwai Kizi Dai 3 Ki 20:  319-340. doi:10.11429/ppmsj1919.20.0_319.

- 「放談室 湯川秀樹全著作(1984年9月)」 素粒子論研究 1985年 70巻 5号 p.307-320, doi:10.24532/soken.70.5_307
- 「放談室 湯川秀樹全著作」 素粒子論研究 1999年 99巻 3号 p.115-142, doi:10.24532/soken.99.3_115
- 国立情報学研究所収録論文 国立情報学研究所